# Dono Doni
Ne doit pas être confondu avec Dosso Dossi.
Dono Doni  ou  Adone Doni (né en 1505 à Assise et mort en 1575 dans la même ville) est un peintre italien qui a été actif surtout dans sa ville natale et en Ombrie.

## Biographie
Dono Doni a été influencé par Giulio Romano et Michel-Ange et a été le maître d'Ascensidonio Spacca (Fantino).
Son œuvre principale est la fresque réalisée avec Raffaellino del Garbo dans la chapelle de la Rocca Paolina à Pérouse en 1545 qui a été malheureusement détruite.
Il a réalisé divers travaux à Foligno, Spoleto et Bevagna.

## Œuvres
- Il Calvario, réfectoire de la Basilique Sainte-Marie-des-Anges d'Assise (1561).
- Pietà, Dôme de Gubbio,
- Sacra Famiglia, dans un tabernacle privé  pour la dévotion intime

## Sources
- (it) Cet article est partiellement ou en totalité issu de l’article de Wikipédia en italien intitulé « Dono Doni » (voir la liste des auteurs).